# Aeschynomene acutangula
Aeschynomene acutangula är en ärtväxtart som beskrevs av John Gilbert Baker. Aeschynomene acutangula ingår i släktet Aeschynomene och familjen ärtväxter. Inga underarter finns listade i Catalogue of Life.